# 朱斌魁
朱斌魁（Jennings Pinkwei Chu, 1895年—1963年11月），字君毅，因此通常被稱為朱君毅。中國浙江省江山縣人，中國近代著名的教育家、統計學學者。他一生從事統計行政與教學工作，並為此著書立作，付出重大貢獻。
他是毛彥文的初戀情人，也是他的表哥，初訂婚。後朱氏悔婚，讓毛彥文痛不欲生，後嫁給大她三十三歲的民國大老熊希齡。

## 生平
朱君毅1895年於中国浙江省江山縣出生。清宣統二年（1910年）考取北京清華學堂留美預備生。1916年秋天，赴美國留學，考入美國霍普金斯大學。1918年畢業獲文學士學位，隨後留校進行研究工作一年。1918年，他轉到哥倫比亞大學教育學院（Teachers College, Columbia University）學習教育管理學（Educational administration）、教育統計學（Educational statistics）。1920年，獲文學碩士學位。1921年，他在該校擔任研究學者（Research Scholar）。1922年，朱君毅更以《Chinese students in America: qualities associated with their success》一文獲哥倫比亞大學教育學哲學博士學位，此論文探討美國的中国留學生表現卓越所需的素質，博士論文導師為愛德華·桑代克教授（1874.8.31—1949.8.9）。同年，他成為國際教育榮譽學會美國分會成員。另外，在1920年至1922年，他亦為美國紐約大學中文講師（Lecturer in Chinese in New York University，實為該校商學院中國語言課講師）、清華大學美國校友會（Tsinghua Alumni Association in America）主席。其後，他與梅貽琦等人赴歐洲考察教育，並合寫《歐洲經驗談》，介紹西歐各國的教育制度。
回國後，朱君毅獲委任為國立東南大學教育系教授（Professor of Education at the National Southeastern University）、江蘇第一女子師範學校（Kiangsu First Girls Normal School）校長。1925年，出任清華大學教育學系、心理學系教授兼系主任（Professor and head of the Department of Education and Psychology of Tsinghua University, Peking）、北京國立師範大學（Peking National Normal University）兼任講師（Concurrently lecturer）。1928年至1932年，出任廈門大學（舊稱 Amoy University）教育心理學系教授兼系主任（Professor and head of the Department of Educational Psychology）。1930年至1932年，朱君毅在國民政府考試院兼職，出任全國高等文官考試副考官（Associate examiner of the National Higher Civil Service Examination）。1932年6月至1933年1月，出任立法院編譯局主任（Director of the Bureau of Compilation of the Legislative Yuan）。自1934年，他一直岀任南京國民政府主計處主計官兼統計局副局長（Directors of the Directorate-General of Budgets, Accounts and Statistics and concurrently Co-Director of the Directorate of Statistics of the National Government）、國立政治大學（Central Political Institute，Nanking）會計和統計學院教授（Professor of the School of Accounting and Statistics）。此外，他著有《教育統計學》（Eduational Statistics）、《教育測驗與統計》（Educational Measurement and Statistics）、《統計與測驗名詞英漢對照表》（Statistical and Measurement Terms in English and Chinese）、《中國歷代人物之地理的分佈》（The Geographical Distribution of Chinese Historical Personages）、《中國師範大學系統》（The Chinese Normal School System）、《初等教育心理學》（Elementary Educational Psychology）等，譯著有路易·萊昂·瑟斯頓，1887.5.29—1955.9.30）的《教育統計學綱要》（The Fundamentals of Statistics）、亨利·蓋瑞特，1894.1.27—1973.6.26）的《心理學與教育之統計法》（Statistics in Psychology and Education）》等。截至1936年，他的通訊地址為南京的國民政府統計局大樓。

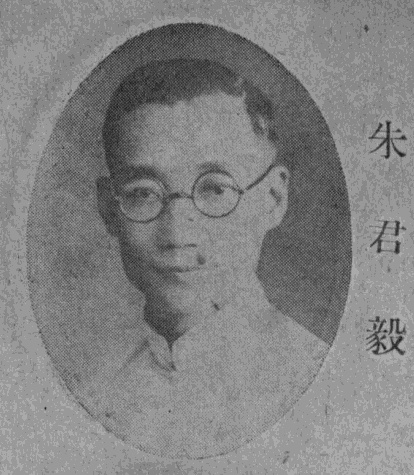
民國名人圖鑑，民國26年（1937年）

1947年，升任總統府統計局副局長。同年8月，以中華民國首席代表身份赴美國華盛頓參加国际统计学会（ISI）及第二十五屆世界統計大會。會後又與蔣廷黻、張彭春赴美國紐約近郊的成功湖村，參加聯合國召開的國際社會經濟理事會等會議。1949年2月，朱君毅辭去國民政府官職，拒絕香港高薪聘請，經廣州入四川，任教於重慶正陽學院。1950年，出任杭州之江大學統計學教授。1952年，改任上海財經學院教授。1956年，加入中國國民黨革命委員會。1963年11月，朱君毅在上海病逝，享年六十八歲。

## 思想
朱君毅教育思想上受美國杜威思想影響極深，提倡實用主義教育學說，強調智力測驗，主張因材施教。